# フリオ・セサル・ジェグロス
フリオ・セサル・ジェグロス（Julio César Yegros Torres、1971年1月31日 - ）は、パラグアイの元サッカー選手。元パラグアイ代表。ポジションはフォワード。

## 来歴
1991年6月に親善試合でパラグアイ代表デビュー、2試合に出場した。その後、出場機会は無かったが、1997年に代表復帰、1998 FIFAワールドカップでは全4試合に出場した。2000年までに通算15試合に出場した。

## 代表歴

### 出場大会
- パラグアイ代表
  - 1998 FIFAワールドカップ

### 試合数
- 国際Aマッチ 15試合 0得点（1991年-2000年）[1]

| パラグアイ代表 | 国際Aマッチ | 国際Aマッチ |
| 年             | 出場        | 得点        |
| -------------- | ----------- | ----------- |
| 1991           | 2           | 0           |
| 1992           | 0           | 0           |
| 1993           | 0           | 0           |
| 1994           | 0           | 0           |
| 1995           | 0           | 0           |
| 1996           | 0           | 0           |
| 1997           | 1           | 0           |
| 1998           | 11          | 0           |
| 1999           | 0           | 0           |
| 2000           | 1           | 0           |
| 通算           | 15          | 0           |